# Fannin County (Georgia)
Fannin County is een county in de Amerikaanse staat Georgia.
De county heeft een landoppervlakte van 999 km² en telt 19.798 inwoners (volkstelling 2000). De hoofdplaats is Blue Ridge.

## Geboren
- Fiddlin' John Carson (1868-1949), fiddler (violist) en zanger in de hillbilly

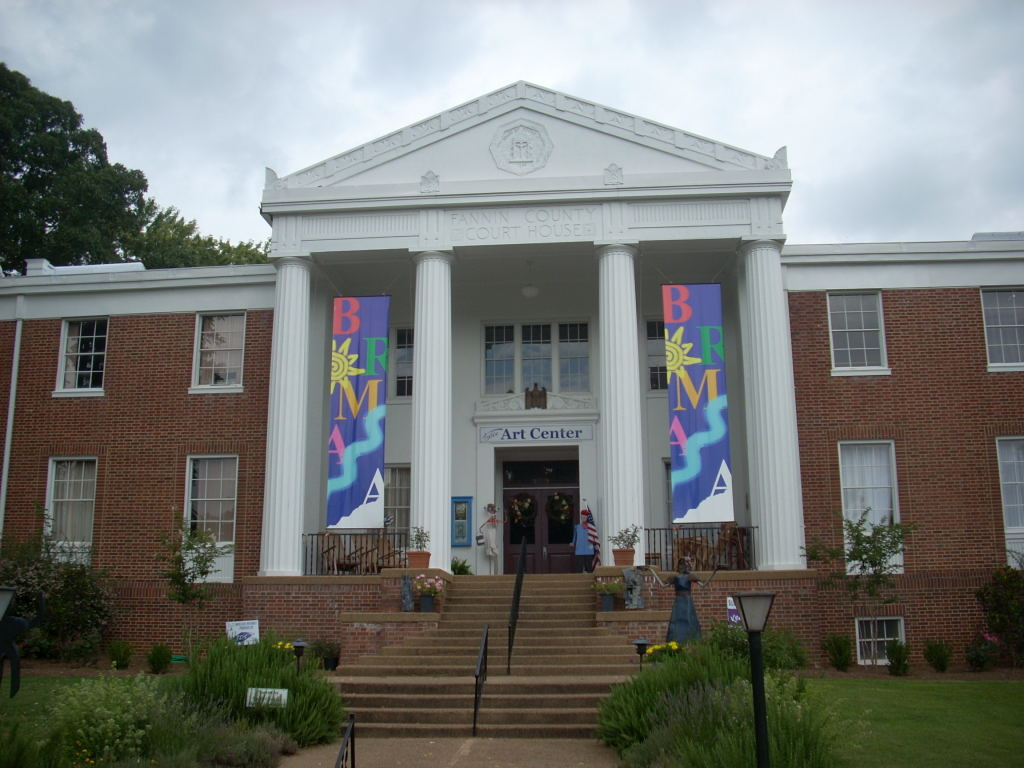
Voormalig courthouse van Fannin County